# Massenya
Massenya er en lille by i Tchad. Byen er hovedby i regionen Chari-Baguirmi og hører til departementet Baguirmi. 